# Herbazal

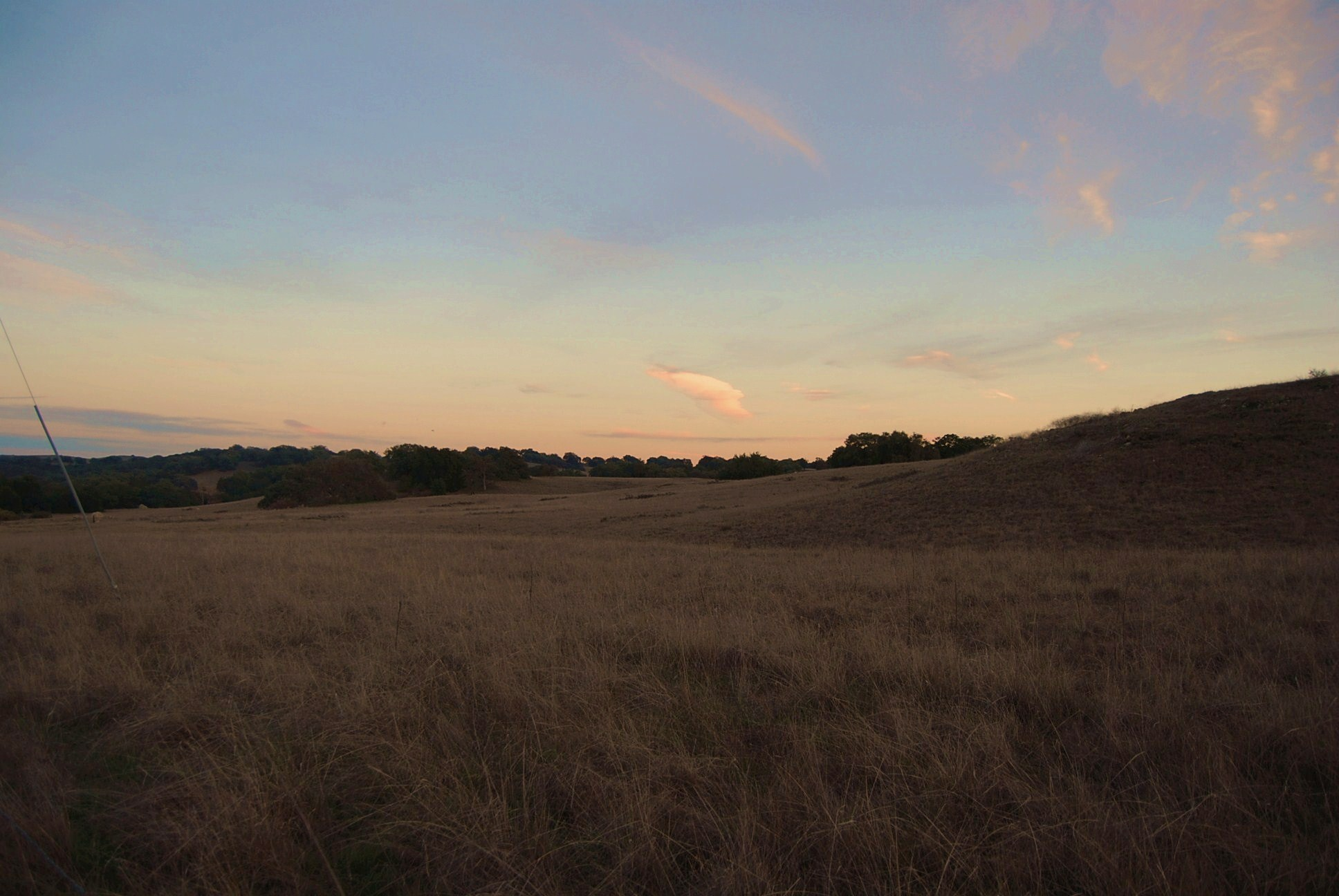
Herbazal en California

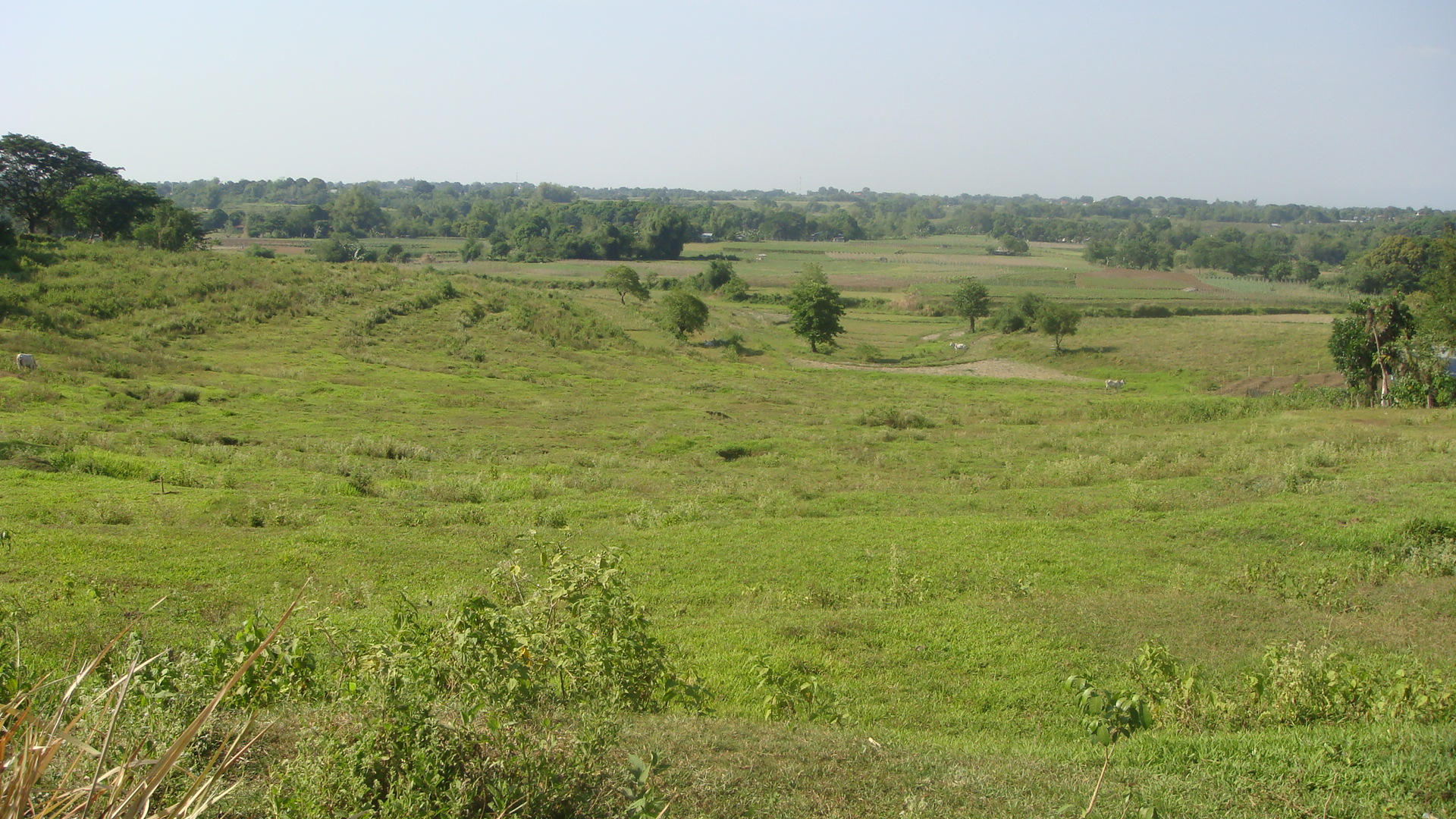
Herbazal en Filipinas

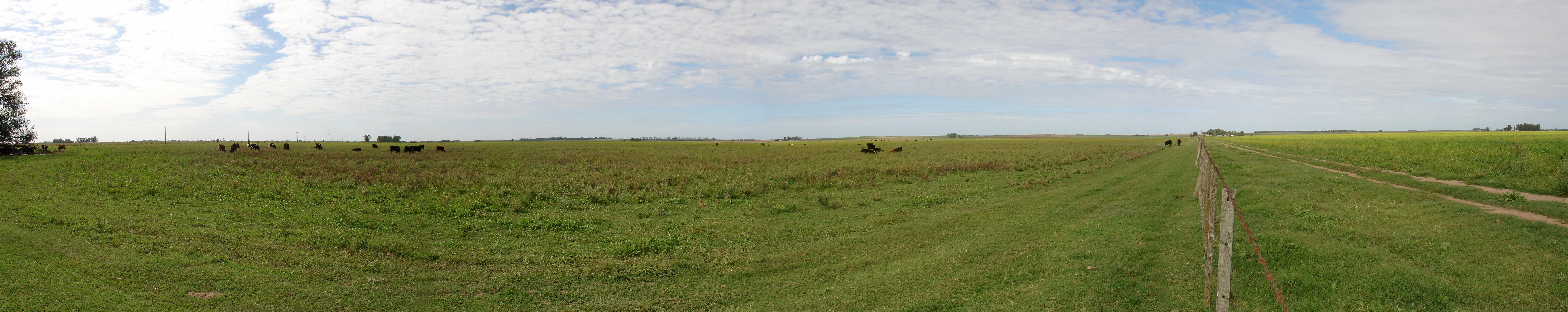
Pradera de La Pampa

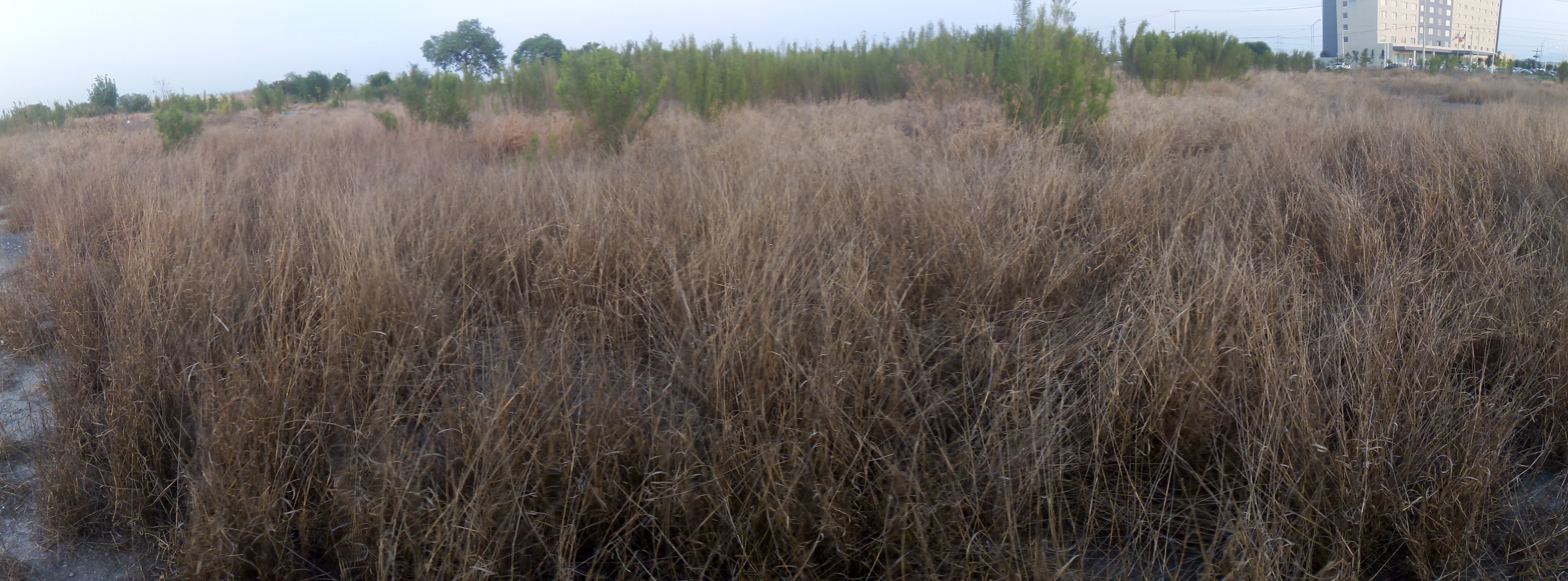
Herbazal en México

Los herbazales o pastizales son aquellos ecosistemas donde predomina la vegetación herbácea. Estos ecosistemas pueden ser de origen natural constituyendo extensos biomas, o ser producto de la intervención humana con fines de la crianza de ganado o recreación.
El término pradera también es de amplio uso para referirse a los terrenos herbáceos; sin embargo el uso extendido de otros términos como sabanas y estepas ha circunscrito en cierto sentido el uso de pradera a los pastizales de Norteamérica.
Más de un cuarto de la Tierra está cubierto por pastizales. Los pastizales se encuentran en cada continente excepto en la Antártica, y estos forman la mayor parte de África y Asia. Existen diferentes tipos de pastizales, para distinguirlos se los denomina con nombres diversos como praderas, estepas, llanos, sabanas, pampas, veld, etc.
Los pastizales se desarrollan en lugares donde no cae suficiente agua de lluvia para que se desarrolle un bosque, pero en donde es mucha como para que exista un desierto. Los pastizales están repletos justamente de pasto (hierbas). A los campos de trigo se los considera pastizales, a pesar de que casi siempre son cultivados. Durante épocas de frío el pasto queda adormecido hasta que reverdece nuevamente.
Además, las praderas son uno de los biomas más grandes de la Tierra y dominan el paisaje en todo el mundo. Existen diferentes tipos de praderas: praderas naturales, praderas seminaturales y praderas agrícolas. Cubren entre el 31 y el 69% de la superficie terrestre del planeta.
Herbazal
En ciertas condiciones que dependen del clima, el suelo y otros factores, las tierras no resultan favorables para el desarrollo de bosques o matorrales, mientras que muchas hierbas suelen ser resistentes a las condiciones más extremas de frío, falta de lluvia y alta montaña. Es así que pueden desarrollarse diversos tipos de herbazales o pastizales naturales como:
- Praderas, como las Grandes Llanuras y las pampas, que son de clima templado.[1]
- Estepas, asociadas al clima continental semiárido, especialmente en Asia.[1]
- Sabanas, relacionadas con el clima tropical seco o de sabana.[1]
- Herbazal alpino, como la pradera alpina y el pajonal de puna, que son de clima alpino.[1]
- Humedales herbáceos, como las sabanas y praderas inundadas.

### Biomas
El WWF considera que hay 4 biomas donde los herbazales son predominantes:
- 07. Herbazales y matorrales tropicales y subtropicales (sabanas)
- 08. Herbazales y matorrales templados (praderas y estepas)
- 09. Herbazales de inundación (pantanos o pantanales)
- 10. Herbazales y matorrales montanos (pastizales alpinos)

### Características
Suelen situarse entre los desiertos y los bosques, con precipitaciones entre los 250 y 600 mm dependiendo de la temperatura y naturaleza del suelo. En zonas tropicales puede llover hasta 1200 mm, dada la mayor evaporación.
Predominan las gramíneas, que pueden ser muy pequeñas hasta las más altas con 2.50 m. La fauna la constituyen grandes o pequeños herbívoros y sus depredadores.
Cuando estos ecosistemas se usan como pastos naturales para el ganado doméstico, se puede llegar a la desertificación por sobrepastoreo.

## Pastizales de cultivo

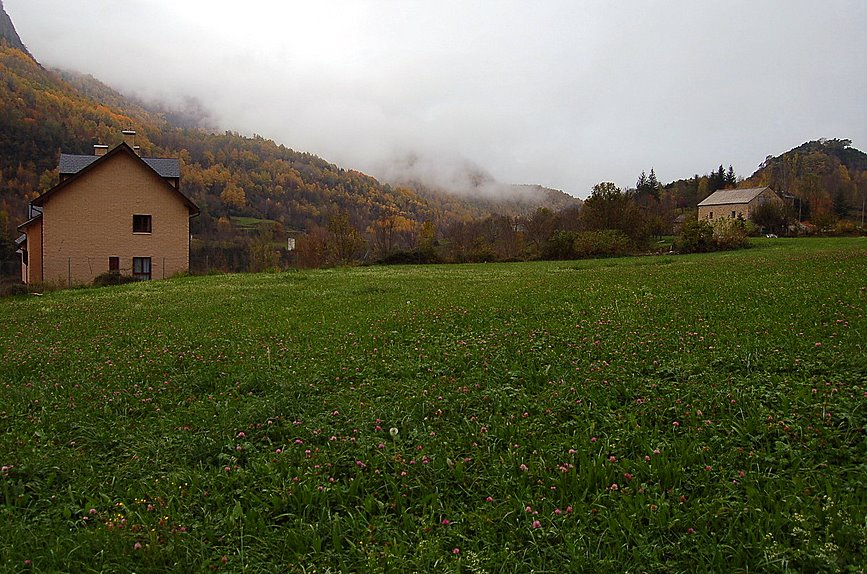
Prado en Panticosa

Los pastizales o herbazales de cultivo son las plantaciones de pastos que el hombre realiza con diferentes propósitos: apacentamiento directo por el ganado, preparación de forraje o recreación. No hay una estandarización que defina claramente los diversos tipos de pastizales para el aprovechamiento humano, pero a grandes rasgos tenemos los siguientes:
- Prado, para pastoreo, está conformado por pastos de regadío y destinados para alimentación del ganado.
- Dehesa, prado arbolado de clima mediterráneo.
- Cultivo forrajero: cultivo de pasto, heno, ensilaje y especies forrajeras; predominan las hierbas, pero también leguminosas o cereales para complementación proteica en la alimentación del ganado.
- Césped, para jardinería, recreación y deportes.

## Degradación
Los pastizales se encuentran entre los ecosistemas más amenazados. Según la Unión Internacional para la Conservación de la Naturaleza (UICN), la amenaza más importante para los pastizales es el uso humano de la tierra, especialmente la agricultura y la minería. La vulnerabilidad de los pastizales se deriva de una serie de factores, como la clasificación errónea, la escasa protección y el cultivo.

### Causas

#### Intensificación del uso del suelo
Los pastizales tienen una extensa historia de actividad humana y perturbación. Para alimentar a una población humana cada vez mayor, la mayoría de los pastizales del mundo dejan de ser paisajes naturales para convertirse en campos de maíz, trigo u otros cultivos. Los pastizales que han permanecido prácticamente intactos hasta ahora, como las sabanas de África oriental, corren peligro de desaparecer a causa de la agricultura. Los pastizales son muy sensibles a las perturbaciones, como la caza y muerte de especies clave o el arado de la tierra para crear más espacio para las granjas.
La vegetación de los pastizales es a menudo un plagioclimax; que permanece dominante en una zona concreta debido normalmente al pastoreo, la tala o los incendios naturales o provocados por el hombre, todo lo cual desalienta la colonización y la supervivencia de plántulas de árboles y arbustos. Algunas de las mayores extensiones de pastizales del mundo se encuentran en la sabana africana, y estas son mantenidas por herbívoros salvajes, así como por pastoralistas nómadas y su ganado, ovejas o cabras. Los pastizales influyen en el cambio climático debido a que la descomposición de la hojarasca es más lenta que en los bosques.

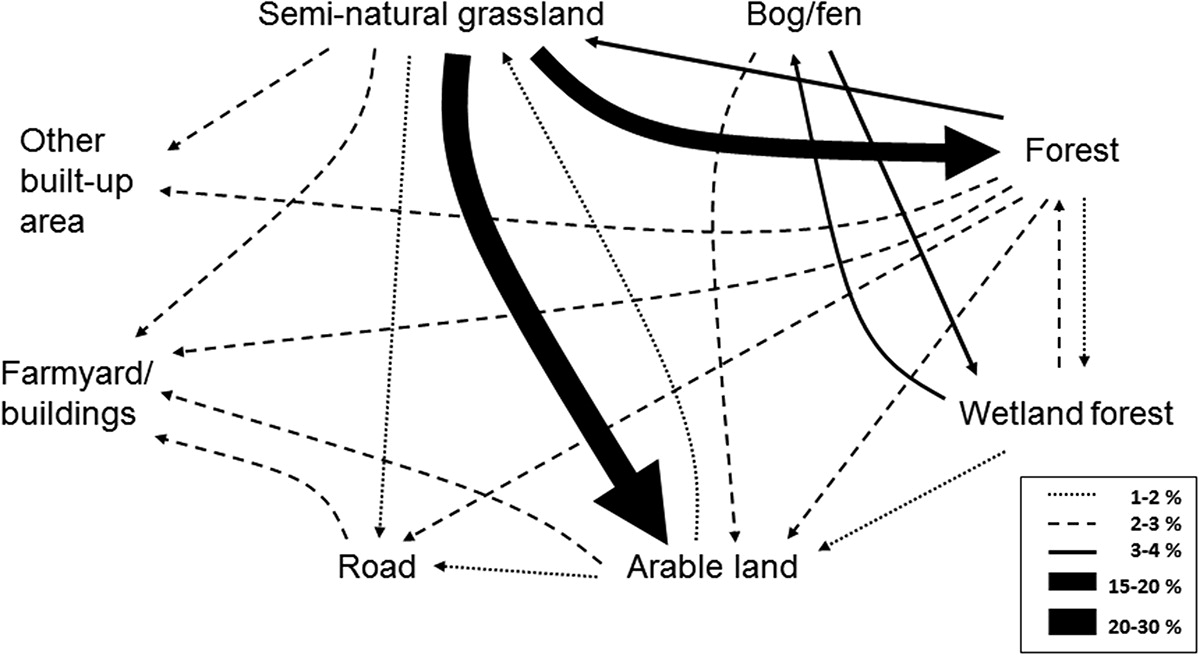
Principales trayectorias de la cubierta terrestre desde la década de 1960 hasta 2015.

Los pastizales pueden aparecer de forma natural o como resultado de la actividad humana. Las culturas cazadoras de todo el mundo suelen prender fuego con regularidad para mantener y ampliar los pastizales y evitar que se arraiguen árboles y arbustos intolerantes al fuego. Las praderas de hierba alta del U.S. Midwest pueden haberse extendido hacia el este hasta Illinois, Indiana y Ohio por la acción humana. Gran parte de los pastizales del noroeste de Europa se desarrollaron después del Período Neolítico, cuando la gente fue talando el bosque para crear zonas para la cría de su ganado.

#### Cambio climático
Los pastizales suelen encontrarse en zonas con precipitaciones anuales de entre 600 mm (23,6 plg) y 1500 mm (59,1 plg) y temperaturas medias anuales de entre -5 y 20 °C. Sin embargo, algunos pastizales se dan en condiciones climáticas más frías (-20 °C) y más cálidas (30 °C). Los pastizales pueden existir en hábitats frecuentemente perturbados por el pastoreo o el fuego, ya que dicha perturbación impide la invasión de especies leñosas. La riqueza de especies es particularmente alta en pastizales de baja fertilidad del suelo como barrens serpentine y pastizales calcáreos, donde se previene la invasión de especies leñosas ya que los bajos niveles de nutrientes en el suelo pueden inhibir el crecimiento de especies forestales y arbustivas. Otro predicamento común experimentado a menudo por las malhadadas criaturas de las praderas es la quema constante de plantas, alimentada por el oxígeno y muchos organismos fotosintetizadores caducados, con la falta de lluvia empujando este problema a mayores alturas. Cuando no está limitado por otros factores, el aumento de la concentración de CO2 en el aire aumenta el crecimiento de las plantas, al igual que la eficiencia en el uso del agua, que es muy importante en las regiones más secas. Sin embargo, las ventajas de CO2 elevado están limitadas por factores que incluyen la disponibilidad de agua y los nutrientes disponibles, particularmente nitrógeno. Por lo tanto, los efectos del CO2 elevado sobre el crecimiento de las plantas variarán según los patrones climáticos locales, las adaptaciones de las especies a las limitaciones de agua y la disponibilidad de nitrógeno. Los estudios indican que el agotamiento de los nutrientes puede ocurrir más rápido en las regiones más secas y con factores como la composición de la comunidad vegetal y el pastoreo. La deposición de nitrógeno de los contaminantes del aire y el aumento de la mineralización de temperaturas más altas pueden aumentar la productividad de las plantas, pero los aumentos a menudo se encuentran entre un descuento en la biodiversidad ya que las plantas de crecimiento más rápido superan a otras. Un estudio de un pastizal de California descubrió que el cambio global puede acelerar la reducción de la diversidad y que las especies forbosas son las más propensas a este proceso.

#### Forestación o introducción de especies invasoras
Los esfuerzos de forestación equivocados, por ejemplo como parte del esfuerzo global para aumentar la captura de carbono, pueden dañar los pastizales y sus servicios ecosistémicos básicos. Los esfuerzos de restauración centrados en los bosques pueden crear el riesgo de interpretar y clasificar erróneamente los paisajes. Un mapa creado por el Instituto de Recursos Mundiales en colaboración con la UICN identifica 2.000 millones de hectáreas para una posible restauración forestal. Se critica que incluya 900 millones de hectáreas de praderas. Se espera que las gramíneas no autóctonas sigan superando a las especies autóctonas en las condiciones más cálidas y secas que se dan en muchos pastizales debido al cambio climático.

#### Gestión
El tipo de gestión del suelo utilizado en los pastizales también puede provocar su pérdida/degradación. Muchos pastizales y otros ecosistemas abiertos dependen de perturbaciones como incendios forestales, quemas controladas y/o pastoreo para persistir, aunque este tema sigue siendo controvertido. Un estudio realizado en los pastizales del altiplano subtropical brasileño descubrió que los pastizales sin una gestión tradicional de la tierra -que utiliza el fuego cada dos años y el pastoreo extensivo del ganado- pueden desaparecer en 30 años. Este estudio demostró que los pastizales dentro de áreas protegidas en las que no se permite el fuego y está prohibido el pastoreo de ganado, los pastizales eran rápidamente sustituidos por arbustos.

### Tipos de degradación

#### Cambio de la cubierta terrestre
La cubierta terrestre siempre ha cambiado a lo largo de los años. Lo que sigue se refiere a los cambios entre 1960 y 2015. Se ha producido una disminución de los pastizales seminaturales y un aumento de las zonas con tierras de cultivo, bosques y tierras utilizadas para infraestructura y edificios. El estilo de las líneas y su grosor relativo indican el porcentaje de la superficie total que ha cambiado. No se incluyen los cambios inferiores al 1% ni las clases de cobertura del suelo con todos los cambios inferiores al 1% (es decir, humedales seminaturales y agua).
En 1960 la mayor parte de la tierra, el 49,7%, estaba cubierta de bosque y también había más pastizales seminaturales (18,8%) que tierras de cultivo (15,8%). En 2015 esto ha cambiado drásticamente. La cubierta forestal ha aumentado (50,8%) y la tierra cultivable también (20,4%), pero la cubierta de pastizales seminaturales ha disminuido. Aunque sigue cubriendo una gran superficie de la tierra (10,6%).
Una cuarta parte de los pastizales seminaturales se perdió debido a la intensificación, es decir, se convirtió en tierras de cultivo o pastos y bosques. Es más probable que la intensificación se produzca en praderas planas seminaturales, especialmente si el suelo es fértil. Por otro lado, es más probable que los pastizales en los que el terreno es propenso a la sequía o menos productivo persistan como pastizales seminaturales que los pastizales con suelo fértil y escasa pendiente del terreno. Además, la accesibilidad de la tierra también es importante, ya que así es más fácil fertilizarla, por ejemplo. Por ejemplo, si se encuentra cerca de una carretera. Con el desarrollo de la tecnología, cada vez es más fácil cultivar tierras con una pendiente más pronunciada, en detrimento de los pastizales. La gestión de los pastizales también está cambiando permanentemente. Hay un mayor uso de fertilizantes minerales, además se eliminan bordes y lindes de los campos para ampliarlos y se nivela el terreno para facilitar el uso de maquinaria agrícola.
El estudio profesional de los pastizales secos entra dentro de la categoría de gestión de pastizales, que se centra en los servicios ecosistémicos asociados a los pastizales áridos y semiáridos del mundo dominados por gramíneas. Se calcula que los pastizales representan el 70% de la masa terrestre; por ello, muchas culturas, incluidas las de Estados Unidos, están en deuda con la economía que ofrecen los pastizales del mundo, desde la producción de animales de pastoreo, el turismo, los servicios ecosistémicos como el agua y el aire limpios, y la extracción de energía.
Vastas áreas de pastizales se ven afectadas por la invasión leñosa, que es la expansión de plantas leñosas a expensas de la capa herbácea. La invasión leñosa es causada por una combinación de impacto humano (p. ej., exclusión de incendios, exceso de ganado y pastoreo excesivo resultante) y factores ambientales (es decir, niveles elevados de CO2 en la atmósfera). Puede tener graves consecuencias negativas en los servicios ecosistémicos clave, como la productividad de la tierra y la recarga de las aguas subterráneas.